# 상주고등학교
상주고등학교(尙州高等學校)는 대한민국 경상북도 상주시 신봉동에 있는 사립 고등학교이다.

## 학교 연혁
- 1953년 4월 2일 : 재단법인 상주학원 설립 인가, 초대 이사장 박인양 취임
- 1954년 3월 4일 : 상주고등학교 설립인가(6학급 300명)
- 1954년 4월 12일 : 상주고등학교 입학식(상주초등학교 강당)
- 1954년 4월 20일 : 상주고등학교 개교식(상주초등학교 강당을 교실로 사용) 상주고등학원 제2, 3학년생을 본교 해당 학년으로 편입
- 1954년 8월 6일 : 초대 교장서리 권태각 취임
- 1955년 7월 4일 : 목조 4교실 준공 입실(상주초등학교 강당에서 현 위치로 이전)
- 1964년 4월 25일 : 정관 변경(학교법인 상주학원 인가)
- 1977년 4월 20일 : 동호관 3층(지상 24실, 지하 2실) 완공(목조 6교실 철거)
- 1977년 8월 24일 : 제8대 이사장 강신호 취임
- 1999년 1월 30일 : 학생생활관 준공(지하 1층, 지상 3층, 약 480평, 수용인원 120명) 급식소 증축(조립식 판넬, 약 190평, 수용인원 450명)
- 2001년 9월 27일 : 학교도서관 준공(2층, 열람실 2, 서고, 시청각실, 약 300평)
- 2004년 8월 20일 : 체육관 준공(지상 2층, 1,479.74m2)
- 2008년 11월 20일 : 인조잔디구장 준공
- 2010년 2월 20일 : 교과교실 C형(영어, 과학, 수학) 4교실 리모델링
- 2010년 11월 30일 : 교사동 준공(수석관, 연면적 3,455m2, 지상4층 27실) 급식소 준공(연면적 501m2, 좌석 250석)
- 2010년 11월 30일 : 학생야외 농구장(2개면 에폭시) 준공
- 2019년 4월 3일 : 다목적강당(창의관) 준공
- 2023년 2월 8일 : 제69회 졸업식(졸업생 수 20,977명, 상일중 1,148명 포함)
- 2023년 3월 2일 : 제16대 교장 김정찬 취임

## 참고 자료
- 상주고등학교 - 한국교육학술정보원 학교알리미